# Copa USL
La Copa USL es una competición de fútbol anual del fútbol masculino. La copa se conoce actualmente como Copa USL Jägermeister, por motivo de patrocinio.
La primera edición presenta equipos exclusivamente de la USL League One; sin embargo, la USL tiene la intención de expandir la copa más allá de esa liga. El presidente de los Richmond Kickers, Rob Ukrop, declaró en el momento del anunció que se había invitado a otra liga a participar, pero que no estaba "lista para participar todavía".

## Historia
Antes de la creación de la Copa USL, la USL League One había jugado regularmente un calendario desequilibrado de 28 a 32 juegos, a menudo jugando contra otros equipos de la liga tres veces. La liga integró la Copa USL en la temporada de la liga, permitiendo a cada equipo jugar entre sí dos veces (una en casa y otra fuera) para equilibrar el calendario, preservando al mismo tiempo la duración de la temporada.
El presidente de la USL League One, Lee O'Neill, también enfatizó que la creación de la Copa USL "abriría más posibilidades para la estructura competitiva en el futuro". El anuncio también insinuó que el torneo podría ser un precursor de un sistema de ascenso y descenso dentro de los niveles profesionales de la USL.

## Formato de competición
La competición divide a los equipos en tres grupos de cuatro equipos. Cada equipo juega dos veces contra los otros tres equipos de su grupo, en casa y fuera. Jugarán dos partidos más contra dos equipos de otros grupos, uno en casa y otro fuera. Si un partido está empatado al final del tiempo reglamentario, se producirá una tanda de penaltis. Una victoria reglamentaria vale tres puntos, una victoria por penales vale dos y una derrota por penales vale uno. El mejor equipo de cada grupo avanza a una ronda eliminatoria, además del equipo que marque más goles en la competición que no gane su grupo.

## Patrocinador
Jägermeister fue anunciado como patrocinador principal de la Copa USL el 18 de marzo de 2024, tres meses después del anuncio inicial del torneo y un mes antes del inicio de la competición. El anuncio del patrocinio de Jägermeister indicó que se trataba de un acuerdo de varios años, y Sports Business Journal informó que se trataba de un acuerdo de tres años por un valor de "una suma de seis cifras al año".